# حبیب‌آباد، پاکستان
حبیب‌آباد (به انگلیسی: Habibabad) یک شهر در پاکستان است که در پنجاب واقع شده‌است.